# Ейнлаге (колонія)
Ейнлаге, Енлаге, Айнлаге (рос. Эйнлаге, Энлаге, Айнлаге, нім. Einlage), а також: село Кічкас — колишня менонітська німецька колонія, яка була заснована у 1790 році. До 1917 року перебувала у складі Катеринославського повіту Катеринославської губернії, до Хортицького колоністського округу; Хортицької волості; у радянський період — до Запорізької / Дніпропетровської області, Хортицького німецького району.

## Назва
Вважається, що назва походить від села Ейнлаге Західної Пруссії, колишнє німецьке село на березі річки Ногат. У 1945 році жителів села, які не втекли, депортували радянські та польські «визволителі». Прусське Ейнлаге (нім. Einlage) було перейменовано на Язова (пол. Jazowa), село у гміні Новий Двур-Гданський Новодворського повіту Поморського воєводства, Польща.
Слово Ейнлаге в перекладі з німецької мови означає «вставка, депозит, заправка для супа», aле в цьому випадку Еinlage ймовірно означає у німецькому та австрійському законодавстві, що одна або кілька властивостей в реєстрі земельних ділянок муніципалітету належать конкретній юридичній особі.

## Історія
Розташовувалося на правому березі Дніпра (біля переправи Кічкас), за 5 км на захід від Олександрівська. Село було перенесено при будівництві Дніпровської ГЕС («Кічкасський Виселок»), після цього складалося з двох сіл — Кічкас № 1 та Кічкас № 2. Заснована 41 родинами із Західної Пруссії. Менонітська громада Хортиця. Центр баптизму (Ейнлагська російська баптистська церква). До Ейнлаге відносилися землі площею 2340 десятин (1857; 36 домогосподарств та 55 безземельних сімей), 3127 десятин (1914; 104 домогосподарства). В Ейнлаге розташовувалися заводи землеробських машин Леппа і Вальмана, А. Я. Коопа (1879), Унгера (1861), братів Мартенс, каретно-бричковий завод Унгера (1861). Млини В. Паульса (1879), Р. Тевса, Р. Унгера, К. Мартенса, машинобудівний, механічний та чавуноливарний завод Іоганна Абрамовича Фрізена, а також лісова пристань, переправа через річку Дніпро, кооперативна крамниця, початкова школа, сільська рада (1926), середня школа, два клуби, бібліотека. В Ейнлаге проходили щорічно дві ярмарки.
У 1923 році з колонії емігрувало 23 особи. У 1929—1941 роках з Ейнлаге були депортовані 268 осіб.